# Eoglaucomys fimbriatus
Eoglaucomys fimbriatus — вид гризунів родини Sciuridae. Він монотипний у межах роду Eoglaucomys. Зустрічається в Афганістані, Індії та Пакистані. Його природне місце існування — субтропічні або тропічні сухі ліси. Йому загрожує втрата середовища проживання. Дієта складається в основному з квітів або квіткових бруньок, насіння, фруктів і невеликої кількості листя.

## Морфологічна характеристика
Довжина голови й тулуба становить від 23,5 до приблизно 30 сантиметрів, а також довжина хвоста від 25 до 33 сантиметрів і вага від 300 до приблизно 750 грамів. Волосяний покрив темно-сірий до коричневого зверху з чорними відтінками. Черевна частина від кремово-білого до сіро-піщаного. Хвіст сплощений біля основи і стає круглим у поперечному перерізі далі, має руду основу та помітний чорний тупий кінчик; чорне забарвлення починається приблизно на половині або двох третинах довжини хвоста. Лапи зазвичай чорного кольору, а зовнішні частини задніх лап мають пучки волосся, які починаються між основами пальців.

## Спосіб життя
Залежно від наявності, вони будують свої гнізда в дуплах дерев або тріщинах скель на великих висотах або в гілках дерев на менших висотах, вони також гніздяться в або на дахах будинків у житлових районах. Тварини ведуть нічний спосіб життя, а день проводять у гніздах або в дуплах дерев. Вони живляться переважно насінням різних рослин (загалом виявлено понад 22 харчові рослини). Залежно від пори року та доступності, є також фрукти, ягоди, бруньки, квіти, пагони та інші частини рослин, а також мохи, лишайники, листя та кора, особливо взимку. Як і інші вивірки-летяги, тварини стрибають з дерев і можуть ковзати на великі відстані завдяки мембрані між ногами. Для Eoglaucomys fimbriatus задокументовано ковзаючі польоти на відстань понад 50 метрів, хоча, ймовірно, вони можуть бути й довшими, особливо під час стрибків з більш високих позицій. Eoglaucomys fimbriatus зазвичай живуть парами, які тримаються разом зі своїми дитинчатами. Самиці народжують виводок із двох — чотирьох дитинчат двічі на рік, навесні та влітку. Коли в гнізді є дитинчата, двоє батьків виходять з гнізда одне за одним, щоб шукати їжу, так що один з батьків завжди залишається в гнізді. Молодняк літнього виводка досягає свого повного розміру в листопаді того ж року.